# Никола Гузијан
Никола Гузијан (Главица, код Гламоча 1952 — Бања Лука, 25. мај 2001) био је српски новинар и писац. 
Један је од оснивача СДС у Бањој Луци, али се брзо повукао из политике.

## Новинарство
Био је један од оснивача "Независних новина", а по њему је установљена и новинарска награда "Никола Гузијан", коју "Независне" дођељују од 2005. године за допринос истраживачком новинарству и промоцији професионалних стандарда. Tакође био и главни и одговорни уредник "Глас српски", а током своје богате књижевничке каријере објавио је велики број пјесама.

## Добитници награде "Никола Гузијан"
Идејно рјешење награде "Никола Гузијан" дјело је бањолучког вајара Слободана Драгаша.
- Бакир Хаџиомеровић (2006)
- Сања Влаисављевић (2009)
- Вања Фуртула (2010)
- Есад Хећимовић (2011)
- Валентина Рупчић (2012)
- Горан Милић (2013)
- Недељка Бреберина (2014)
- Санела Прашовић Гаџо (2015)
- Марин Маринковић (2016)
- Денис Бојић (2017)
- Зоран Крешић (2018)